# Bis(s) zum Abendrot
Bis(s) zum Abendrot (englischer Originaltitel: Eclipse) ist ein 2007 erschienener Roman der US-amerikanischen Jugendbuchautorin Stephenie Meyer und die Fortsetzung der Bücher Bis(s) zum Morgengrauen und Bis(s) zur Mittagsstunde. Der Roman ist am 14. Februar 2008 in Deutschland erschienen. Im Jahr 2010 wurde er unter dem Titel Eclipse – Biss zum Abendrot verfilmt.

## Inhalt
In Bis(s) zum Abendrot setzt sich die Liebesgeschichte zwischen Bella Swan und Edward Cullen fort.
Es kommt zu weiteren Konflikten der Familie Edwards, den Vampiren, mit der verfeindeten Werwolf-Familie Jacobs. Bellas Freundschaft zu beiden Familien führt erneut zu Streit.
Nachdem Jacob, der sich in Bella verliebt hat, sie gegen ihren Willen küsst, zerbricht diese Freundschaft jedoch zeitweise.
Gleichzeitig gerät Bella aber auch mit Edward zeitweilig in Streit über ihre Verwandlung in einen Vampir. Während sie möglichst bald verwandelt werden möchte, ist Edward der Meinung, dass sie zunächst das College abschließen sollte. Schließlich einigen sie sich darauf, die Verwandlung nach ihrer Hochzeit zu vollziehen. Außerdem will Edward erst dann mit ihr schlafen, wenn sie verheiratet sind. Doch der Gedanke an eine Hochzeit ist Bella unangenehm.
Es gibt nun eine Reihe rätselhafter Ereignisse, unter anderem eine Mordserie in Seattle und einen Einbruch in Bellas Haus, bei dem aber nur ihr Kopfkissen und ein paar ihrer Kleidungsstücke gestohlen werden. Es stellt sich heraus, dass dies alles zusammenhängt. Victoria, ein weiblicher Vampir, der an Edward Rache nehmen und dazu Bella umbringen möchte, taucht mit einer Armee von neugeborenen Vampiren (in einer solchen hatte Jasper früher gekämpft) auf, um Bella umzubringen.
Um die zahlenmäßig überlegenen Gegner zu bekämpfen, suchen die Cullens nach Verbündeten. Als sich keine andere Vampirfamilie findet, die den Kampf aufnehmen möchte, schließen sie sich mit den Werwölfen rund um Jacob zusammen. Um sowohl Bella zu beschützen als auch die feindlichen Vampire vollständig zu vernichten, wird ein Plan entworfen, der vorsieht, Bella an einem entlegenen Ort während der Zeit des Kampfes zelten zu lassen. Dort bleibt sie, nach ihrem Wunsch, zusammen mit Edward. Als Jacob vor dem Kampf zu dem Zeltplatz und ins Zelt kommt, kommt es abermals zu einem Konflikt zwischen Edward und Jacob, da Jacob erneut versucht, Bella davon zu überzeugen, dass er die bessere Wahl sei. Jedoch haben Edward und Jacob durchaus füreinander Verständnis. Dies äußert sich etwa in einem folgenden Gespräch der beiden, in dem es um ihre jeweilige Beziehung zu Bella geht. Bevor Jacob zum Kampf aufbricht, belauscht er ein Gespräch zwischen Bella und Edward und erfährt, dass die beiden heiraten wollen. Er ist verletzt, da er selbst sehr viel für Bella empfindet. Jacob droht Bella damit, sich im bevorstehenden Kampf umbringen zu lassen. Auf die Frage, wie sie ihn daran hindern könne, verlangt er, dass sie ihn küsst. Um ihn nicht zu verlieren, tut sie es.
Bella, Edward und der Werwolf Seth sind nun die einzigen, die am Zeltplatz verbleiben. Obgleich der Plan verhindern sollte, dass Bella in Gefahr gerät, tauchen Victoria und ein weiterer Vampir, Riley, auf, die Bella töten wollen. Sie beginnen, gegen Edward und Seth zu kämpfen. Victoria und ihr Begleiter werden dabei besiegt und vernichtet.
Bellas anfängliche Befürchtungen, jemand könnte ihretwegen sterben, bewahrheiten sich nicht. Jacob wird allerdings schwer verletzt. Sie besucht ihn zuhause, und sie sprechen darüber, wie ihre Beziehung zukünftig aussehen soll. Jacob akzeptiert schweren Herzens Bellas Entscheidung, mit Edward zusammen zu bleiben. Sie verabschieden sich voneinander, es ist das vorerst letzte Treffen.
Zum Ende des Buches wird die Hochzeit von Bella und Edward geplant. Entgegen Bellas Willen, Jacob nicht einzuladen, schickt Edward ihm einen Brief, in dem er ihn zu der Feier einlädt und ihn um Entschuldigung bittet. Daraufhin verwandelt sich Jacob in einen Werwolf und versucht, Bella und seinen Schmerz zu verdrängen.

## Fortsetzung
Bis(s) zum Ende der Nacht (Originaltitel: Breaking Dawn) erschien am 14. Februar 2009 im Carlsen Verlag.

## Ausgaben
- Eclipse. Atom, London 2007. ISBN 978-1-904233-89-3 (Gebundene Ausgabe)
- Eclipse. Atom, London 2007. ISBN 978-1-904233-90-9 (Taschenbuch)
- Bis(s) zum Abendrot. Carlsen, Hamburg 2008. ISBN 978-3-551-58166-2 (Gebundene Ausgabe) (16 Wochen lang in den Jahren 2008 und 2009 auf dem Platz 1 der Spiegel-Bestsellerliste)
- Bis(s) zum Abendrot. Carlsen, Hamburg 2010. ISBN 978-3-551-35805-9 (Taschenbuch)
- Bis(s) zum Abendrot. Silberfisch / Hörbuch Hamburg Verlag, Hamburg 2012. ISBN 978-3-86742-851-4(Gekürzte Hörbuchfassung)
- Bis(s) zum Abendrot. Silberfisch / Hörbuch Hamburg Verlag, Hamburg 2011. ISBN 978-3-86742-077-8(Ungekürzte Hörbuchfassung)